# 自我藥療
自我藥療（英語：Self-medication）是一種人類行為，由個人使用某種物質，或任何的外在影響，來自我治療身體或心理上的疾病。
最廣泛的自我藥療，是家裡常見用來治療身體問題的非處方藥，以及營養補充品。人們不需要醫生的處方即可購買到這些物質，在某些國家/地區，也可在超級市場和便利商店內購買得到。
圍繞著使用精神藥物的心理學領域，通常會專門談到使用娛樂性用藥、酒精、疗愈美食等，來減輕人們的精神困擾、壓力和焦慮的症狀，（包括精神疾患，以及/或者心理創傷），很獨特的是，如果使用這些東西，而發展成為一種成癮行為的話，會嚴重損害到身心的健康。在大學/學院唸書的學生中，因為自我藥療，取得諸如阿得拉爾（商品名Adderall）、哌甲酯（商品名Ritalin，中文商品名有利他能），和Concerta（另一種哌甲酯的商品名）之類（通常被稱為學習藥物）來使用，已被廣泛的報導，並在文獻中受到討論。
製造商銷售那些用於自我藥療的產品，有時候是採用可疑的療效證據。聲稱尼古丁具有藥用價值的說法，被用來做香煙類產品銷售手段，讓人作自用藥療。商家的說法被獨立研究人員批評為不準確。未經驗證和未受管制的第三方健康聲明，則被用來作營養補充品之用。
自我藥療經常被視為個人脫離既有醫學，取得獨立自主的表現，並將它視為一項人權，它隱含的是和拒絕接受專業治療的權利密切相關。自我藥療有可能會造成意外的自我傷害。

## 定義
一般而言，自我藥療可定義為"使用藥物，治療自我診斷出的疾病或症狀，有可能是間歇，或是持續使用處方藥，用來治療慢性或復發性的疾病或症狀"

## 心理學與精神醫學

### 自我藥療假說
由於不同的藥物有不同的效果，因此使用它們會出於不同的原因。根據自我藥療假說（SMH），個人選擇特定藥物並非出於偶然或巧合，而是個人心理狀況造成的結果，因為所選擇的藥物可為使用者緩解他或她的病情。具體來說，假設物質使用疾患是一種心理狀態上用來緩和症狀，和治療痛苦的一種補償性手段的話，人們就會選擇最適當的藥物，來處理其特定類型的精神痛苦，同時幫助他們達成穩定情緒的目的。
SMH起源於漢茨、John E. Mack，和Alan Schatzberg三位的論文 和 David F. Duncan的論文，還有鄧肯（David F. Duncan）對漢茨的回應。SMH最初著重在海洛因的使用，但後續文件中增加可卡因（或稱古柯鹼）。後來再擴大到包括酒精，以及所有的成癮藥物。
根據漢茨對於成癮的觀點，吸毒者透過把藥物用作"自我溶劑"來彌補“自我”功能的不足，這種藥物被心理防禦機制用於把自我從意識中切斷。根據漢茨的說法，與非藥物依賴者相比，藥物依賴者通常遭受更多的精神困擾，並在藥物依賴的發展時，開始把藥物作用逐步納入，並將這些作用用在自我防禦機制的構建之中。成癮者選擇藥物，是就藥物的精神藥理學特性，與使用者尋求緩解的情感狀態，兩者之間相互作用後的結果。這種藥物的作用，可用來替代有缺陷或者不存在的自我防禦機制。因此，他們選擇的藥物並非隨機而做。
當漢茨採用心理動力學方法研究自我藥療時，鄧肯的模型則側重於行為因素。鄧肯描述積極增強（例如"高感覺"，得到同輩的認可）、消極增強（例如，減少負面影響），和避免藥物戒斷的症狀，所有這些現像都出現在用藥成癮的人身上，但是並未在所有的娛樂性用藥使用者中發生。較早使用操作制約來描述藥物依賴的行為時，強調積極和消極增強兩項，對於藥物依賴是必要的，但鄧肯認為，藥物依賴不是透過積極增強來維持，而是透過消極增強來維持。鄧肯把公共衛生模型應用於藥物依賴的研究，其中媒介（即所選擇的藥物）透過病媒（例如同輩）來感染宿主（藥物使用者），而環境則透過壓力和缺乏支持，促成疾病發展。
漢茨重新審視自我藥療假說，認為有更多證據顯示，精神疾患本身，而非人格特質，是藥物使用疾患的核心。漢茨指出，SMH的兩個關鍵因素是（1）濫用藥物可減輕心理痛苦，（2）個人對特定藥物的偏愛是基於藥物的精神藥理學特性。個人選擇的藥物，是經過實驗來確定的-藥物的主要作用、個人內在心理上的動盪，以及個人潛在的人格特質，三者之間相互作用後，個人所選擇的藥物為之確定。
同時，鄧肯的工作著眼於區別娛樂性，和有問題的藥物之間的使用。在美國國家精神衛生研究院流行病學流域研究（Epidemiologic Catchment Area Study）中獲得的數據表明，只有20％的藥物使用者會有過藥物濫用的情事，而從國家合併症研究（National Comorbidity Study）中獲得的數據表明，只有15％的喝酒者和15％的非法藥物使用者會變得對酒精/藥物依賴。藥物使用者是否發展成藥物濫用的關鍵，決定因素為有或沒有消極增強作用的存在，這種情況是藥物使用者所經歷過，但娛樂性的使用者並未經歷過。根據鄧肯的說法，藥物依賴是一種迴避行為，個人發現一種藥物可暫時擺脫問題，然後把吸食作為一種操作制約的行為，予以強化。

### 具體機制
一些精神疾病患者試圖透過使用某些藥物來治療疾病。抑鬱症患者通常運用自我藥療，包括使用酒精、煙草、大麻，或其他改變精神狀態的藥物。雖然這樣可立即緩解某些症狀，例如焦慮症，但它可能會引起和/或加重已經潛伏的幾種精神疾病的症狀，包含長期服用這些藥物的副作用，可能導致成癮/依賴性。
創傷後壓力症候群（PTSD）的患者，以及許多遭受（精神）創傷的個人，但未被診斷出來的，都會做自我藥療。
由於不同類別藥物有不同的作用，SMH是假定特定類別的藥物吸引力，因人而異。實際上，那些會讓情感缺陷加劇的藥物，就會被人嫌棄。

#### 中樞神經系統抑制劑
酒精，和鎮靜劑/安眠藥之類，例如巴比妥類藥物和苯二氮䓬類藥物，是中樞神經系統（CNS）抑制劑，透過抗焦慮的功能來發揮抑制作用。抑制劑能產生放鬆和鎮靜的感覺，減輕沮喪和焦慮。但這些通常不算是有效的抗抑鬱藥，而大多數都效果短暫，但酒精和鎮靜劑/安眠藥的快速發作，可軟化體內剛性的防禦系統，在低至中等劑量的使用時，可緩解抑鬱和焦慮的影響。酒精有降低抑制的功能，因此人們假設，酒精通常可用在那些平日壓制自己感情表現的人，透過高，或者是爛飲的攝取量，讓他們能夠表達感情、攻擊性，和親密感。患有社交恐懼症的人，通常會使用酒類來克服自己的高度拘謹感。

#### 興奮劑
興奮劑（Psychostimulants，也稱 Stimulants），例如可卡因、安非他命、哌甲酯（商品名稱有 '利他能' （Ritalin）等）、咖啡因和尼古丁，可以改善身心功能，包括增強精力和靈敏度。患有注意力不足過動症（或簡稱過動症（ADHD））的人會廣泛的使用興奮劑，這種疾病可被診斷出來，但也可能未被發現。尚未被診斷出患有這類症狀人中的大多數，他們更有使用咖啡因、尼古丁，或者是偽麻黃鹼等興奮劑的傾向以緩解症狀。值得一提的是，由於患有過動症的人，對可卡因、甲基安非他命或甲氧麻黃酮等非法物質的影響不了解，導致他們用來做自我藥療。這種自我藥療的結果是在服用之後，他們的過動症反而未能被診斷出，因此無法使用像哌甲酯或者是甲基安非他命之類的興奮劑作治療。
興奮劑對患有抑鬱症的人有益，可以降低他們的了無生趣感覺，提高自尊心。但是，在某些情況下，抑鬱症可能是由於長期存在，卻未被診斷出來的過動症的後果，這種症狀會削弱管控功能、導致缺乏動機、注意力，還有對生活的滿足感，因此興奮劑可能對處理難治型抑鬱症有用，尤其是針對那些被認為患有過動症的人。SMH還假設過動症和輕度狂躁患者會使用興奮劑來維持他們的焦躁，和提高欣快感。此外，興奮劑可透過幫助個人擺脫掉對社交焦慮的抑制。一些評論認為學生會使用興奮劑來自我藥療如過動症、抑鬱，或焦慮的情況。

#### 鴉片類藥物
鴉片類藥物（例如海洛因和嗎啡）透過與大腦和消化道中的鴉片類受體結合而發生鎮痛的作用。這種結合減少對疼痛的感知和對疼痛的反應，同時還把疼痛耐受性提高。鴉片類藥物被假設為可處理侵略和憤怒的自我藥療。鴉片類藥物是有效的抗焦慮藥、情緒穩定劑，和抗抑鬱藥，但是，人們運用自我藥療時，傾向用抑制劑治療焦慮症，和用興奮劑來治療抑鬱症，但這絕不是有定論的分析。
現代在抗抑鬱藥針對鴉片類藥物受體的新研究顯示，內源性鴉片類物質失調，可能對包括焦慮症、重性抑鬱疾患和邊緣型人格障礙（BPD）在內的疾病都能發揮作用。BPD的典型特徵是具有遭拒、孤立和感知失敗的感覺，這些都是心理痛苦的形式。研究認為，心理痛苦和生理痛苦都具有相同的機制，很可能在SMH下，一些或是大多數娛樂性鴉片類藥物使用者以這類藥物有治療生理痛苦的效果，而試圖用來緩解心理痛苦。

#### 大麻
大麻的功效是充滿悖論的，因為它會同時有刺激性、鎮靜性，和輕度迷幻性，並同時具有抗焦慮或產生焦慮的作用，具體取決於個人和當時的使用環境。抑制特性在偶爾使用者身上較為明顯，而刺激特性在長期使用者身上較為常見。 漢茨指出，研究結果尚未充分解決大麻的理論機制，因此他們並未將大麻納入自我藥療假說之中。

### 有效性
長時間，以及過度使用苯二氮䓬類藥物或者酒精的自我藥療行為，通常會使焦慮或抑鬱的症狀加重，這現象被認為是由於長期使用，導致大腦產生化學變化所致。那些尋求心理健康服務，而有諸如焦慮症或社交恐懼症的患者中，約有一半有酒精依賴或苯二氮䓬類藥物依賴問題。
有時，焦慮症先於酒精或苯二氮䓬類藥物的依賴性而來，而酒精或苯二氮䓬類藥物依賴性讓焦慮症持續發展，常讓病情惡化。但是，當對這兩種上癮的一些人說明，請他們在持續患病，或是戒癮而恢復正常間做選擇，有人會選擇戒除酒精，或是戒除苯二氮䓬類藥物，甚至是兩者都戒除。有人指出，每個人對酒精或鎮靜/安眠藥都有各自的敏感性，一個人可忍受而不生病，但另一個人可能會病得很重，甚至溫和喝酒也會引起反彈性焦慮症候群，和睡眠障礙。受到酒精中毒的人，無法從其他療法或藥物中受益，因為這些藥物無法解決症狀的根本原因。
尼古丁成癮似乎會讓心理健康問題惡化。尼古丁戒斷會降低情緒，增加焦慮和壓力，並破壞睡眠。雖然含尼古丁產品可暫時緩解尼古丁戒斷的症狀，但由於每次尼古丁停用之間都出現輕度戒斷症狀，平均起來，成癮會讓壓力和情緒惡化。尼古丁成癮者需要尼古丁才能暫時感覺正常。香煙類產品銷售業者聲稱，尼古丁對精神疾病患者的危害較小，且具有療效，並且是一種自我藥療的形式。獨立研究人員對此種說法予以批評。
自我藥療是完全成癮很常見的先兆，並且已有印證，習慣性使用任何成癮性藥物會因長期神經元有所改變，而大幅增加對物質成癮的風險。迄今為止，對任何一種發生的藥物濫用測試，結果都與伏隔核中的GLT1（興奮性氨基酸轉運蛋白2）的持續下降表現有關，並與所有成癮症候群幾乎每篇報告中都有的覓藥行為（drug-seeking behavior）有關。這種谷氨酸傳遞的長期失調，與重新暴露於藥物使用的觸發因素後，毒癮復發的可能性增加，以及總體上對另外的增強藥物成癮的可能性會增加。市面已有助於重新穩定谷氨酸系統的藥物，例如乙醯半胱氨酸被建議用於治療可卡因、尼古丁和酒精的成癮者。

## 傳染病
據報導，在亞洲、非洲、中東和南美的發展中國家中，關於抗生素的自我藥療非常普及和通行。自我藥療被認為是在缺乏正式醫療系統地區的重要替代方式，但它可能給患者和整個社區帶來風險。自我藥療背後的原因，在每個地區都有自己的特性，並且可能與醫療系統、社會、經濟、健康因素、性別，和年齡有關。風險包括過敏、無法治愈，甚至是死亡。
在希臘等其他國家中，使用抗生素進行自我藥療的是普遍現象。在奈及利亞等地方，這種使用狀況被認為是某些抗生素抗藥性細菌感染病例發生的潛在原因。
在冬季流行性感冒爆發期間，不適當使用非處方藥布洛芬，或其他非類固醇抗發炎藥（NSAID）也可能會導致死亡，例如由於布洛芬引起的出血性十二指腸炎，或超過劑量的對乙酰氨基酚（一種廣泛使用的非處方止痛及退燒藥，另稱撲熱息痛）加上有治療流感功能的通用名藥物，再加上Tylex（對乙酰氨基酚和可待因的複合物）一起使用的後果。
在一項評估蘇丹首都喀土穆人群中自我藥療比率的問卷中，有48.1％的受訪者回覆說在過去30天內曾使用過抗生素的自我藥療，有43.4％的人回覆說使用過抗瘧藥作自我藥療，還有17.5％的人回覆說同時使用過抗生素和抗瘧藥。總體而言，在過去一個月中，回覆使用過一種或兩種抗感染藥品進行自我藥療的總數為73.9％。此外，根據相關研究的資料顯示自我藥療"隨著各個社會經濟特徵，各自表現非常不同"，"主要是出於經濟拮据的原因"。
同樣，在對中國大陸華南地區大學生所做的一項調查中，有47.8％的受訪者回覆有自我藥療的情況。

## 醫生與醫科學生
在對印度西孟加拉邦的一項對大學醫學本科生所做的調查，有57％的人回覆有自我藥療。最常用的藥物類型包括抗生素（31％）、鎮痛藥（23％）、退燒藥（18％）、抗潰瘍藥（9％）、止咳藥（8％）、綜合維他命（6％）和驅蟲藥（4％）。
另一項研究顯示，印度卡納塔克邦有53％的醫生回覆有自我使用抗生素的情況。

## 兒童
對肯亞西部盧歐族兒童所做的一項研究發現，有19％的人回覆說會從事非洲傳統治療或西方藥品的自我藥療。男孩會比女孩使用更多西方藥品作自我藥療，這一現像在理論上是因為男孩相對上收入比較高的緣故。

## 法規
在世界的許多地方，自我藥療會受到嚴格監管，許多處方藥只有在獲得合格的醫事人員所開立的處方後，才能取得。藥物安全性、社會秩序、商業化，和宗教等，是長久以來導致禁藥受到規範的主要因素。

## 延伸閱讀
- Jain, Sonam; Reetesh Malvi; Jeetendra Kumar Purviya. . International Journal of Pharmaceutical & Biological Archives. 2011, 2 (3): 831–836  [2020-04-28]. （原始内容 (PDF)存档于2020-08-07）.

## 外部連結
- Comprehensive Drug Self-administration and Discrimination Bibliographic Databases （页面存档备份，存于）